# Yassine Kechta
Yassine Kechta (en chleuh : ⵢⴰⵙⵉⵏ ⴽⵉⵛⵜⴰ, en arabe : ياسين كيشتا), né le 25 février 2002 à Gennevilliers (France), est un footballeur franco-marocain jouant au poste de milieu de terrain au Havre AC.

## Biographie

### Naissance et jeunesse (2002-2015)
Yassine Kechta naît en 2002 de parents marocains originaires du Souss. Il grandit au quartier du Luth à Gennevilliers dans les Hauts-de-Seine en région parisienne. C'est dans les pas de ses grands frères que Yassine Kechta suit intensivement ses cours à l'école en étant un élève modèle.
Il adopte également comme passion le football, s'inspirant de Luka Modrić, Mesut Özil et Andrés Iniesta. C'est dans son quartier dans le club de Gennevilloise ES, à l'âge de six ans et inscrit par son père, que Kechta commence le football. Il joue ensuite au Racing Club de France et au Paris FC.

### Formation au Havre AC (depuis 2016)
Faisant de remarquables prestations avec la catégorie U19 du Havre AC, il est promu avec l'équipe réserve en National 3 et y dispute le 16 mars 2019 son premier match à l'âge de dix-sept ans face au CMS Oissel en entrant à la 88e minute à la place de Hervé Bazile, sous les ordres de l'entraîneur Abasse Ba (défaite, 1-2). Le 4 mai 2019, il reçoit sa première titularisation avec l'équipe réserve face au FC Lorient B (défaite, 3-1).
Le 26 septembre 2020, il inscrit son premier but professionnel face à SU Dives Cabourg. Ayant disputé au total un nombre de seize matchs en équipe réserve, il tape à l'oeil de l'entraîneur Paul Le Guen et est aussitôt convoqué pour s'entraîner avec l'effectif A.
Le 15 mai 2021, il dispute son premier match avec l'équipe première du Havre AC en Ligue 2 face à l'ES Troyes AC, en entrant en jeu à la 81e minute à la place d'Abdoullah Ba (victoire, 3-2).
Le 1er juillet 2022, il signe son premier contrat professionnel avec le club. Le 13 août 2022, il reçoit sa première titularisation face au Pau FC et inscrit par la même occasion son premier but avec l'équipe première en Ligue 2 (match nul, 1-1). Le 1er avril 2023, il se blesse à l'occasion d'un match face au Pau FC et est contraint de quitter le terrain. Les résultats des examens médicaux ont officialisé lundi 3 avril 2023, une fracture de la fibula (péroné), mettant ainsi une fin prématurée à la saison 2022-2023 de Kechta. Le 2 juin 2023, après une victoire du Havre face à Dijon FCO (victoire, 1-0), le club est officiellement couronné champion de la Ligue 2, promu en Ligue 1 et Yassine remporte ainsi son premier trophée majeur.
Le 4 août 2023, il prolonge son contrat jusqu'en 2026.

### En sélection nationale

#### Parcours junior en sélection (depuis 2017)
En 2017, il apparaît à cinq reprises avec l'équipe de France -16 ans.
En décembre 2018, il est sélectionné par Jamal Sellami pour rejoindre le Maroc -17 ans et prendre part au Championnat d'Afrique du Nord des moins de 17 ans au Maroc,. Le Maroc bat la Mauritanie en demi-finale sur le score de 6-0 au Grand stade de Marrakech et file en finale face au Sénégal -17 ans. Le Maroc est battu en finale après une séance de tirs au but (défaite sur t.a.b., 5-4).
Yassine Kechta est convoqué en février 2021 pour prendre part à la Coupe d'Afrique U20 sous la houlette du sélectionneur Zakaria Aboub. Le Maroc -20 ans parvient à atteindre les quarts de finale. Il est éliminé de la compétition à la suite d'une défaite sur séance de penaltys face à la Tunisie -20 ans.
N'ayant pas pris part à la Coupe d'Afrique des nations des moins de 23 ans en juin 2023 à la suite d'une blessure subie en club, il est sélectionné en septembre 2023 et est titularisé lors d'un match amical le 7 septembre contre le Brésil olympique à Fès (victoire, 1-0),. Un deuxième match amical prévu le 11 septembre dans la même ville est annulé par la fédération marocaine à la suite du séisme au Maroc,.
Le 4 juillet 2024, il est sélectionné par Tarik Sektioui dans une liste de 22 joueurs avec le Maroc olympique pour prendre part aux Jeux olympiques 2024,. Malgré une défaite en demi-finales du tournoi face au futur vainqueur, l'Espagne, le Maroc écrase l'Égypte (6-0) lors du match pour la troisième place, lui permettant d'être médaillé de bronze.

#### Équipe du Maroc (depuis 2023)
Le 13 mars 2023, il reçoit sa première convocation avec l'équipe première du Maroc lors d'une conférence de presse tenue par Walid Regragui pour des matchs amicaux face au Brésil au Stade Ibn-Batouta et au Pérou au Stade Metropolitano,,. Lors de son arrivée au Centre sportif de Maâmora, il déclare : « C'est une fierté, du plaisir et du bonheur. C'est une chose dont tu rêves depuis petit. ».
Le 25 mars 2023, les Marocains font leur retour à domicile et sont accueillis par 65 000 supporters au Stade Ibn-Batouta de Tanger à l'occasion d'un match amical face au Brésil (victoire, 2-1),,. Kechta dispute 90 minutes sur le banc. Cette victoire du Maroc entre dans l'histoire et l'équipe du Maroc devient la première équipe arabe de l'histoire à battre le Brésil. Ce match bat également une audience record au sein de la population marocaine locale avec au moins 10 millions de téléspectateurs,. Face au Pérou, il n'entre pas en jeu.
En décembre 2023, il est présélectionné par Walid Regragui dans une liste de 55 joueurs pour disputer la CAN 2024 en Côte d'Ivoire.

## Style de jeu
Yassine Kechta est très technique et créatif, et il est considéré comme l'un des meilleurs milieu de terrain de sa génération en France. Il est un joueur très intelligent et habile avec le ballon. Il est capable de dribbler avec aisance et de changer rapidement la direction du jeu. Sa capacité à passer avec précision et à voir des ouvertures dans la défense de l'adversaire est remarquable.
En plus de sa technique, Kechta est également connu pour sa vision de jeu exceptionnelle et sa capacité à lire les situations sur le terrain. Il est capable de trouver des espaces pour ses coéquipiers et de créer des occasions de but pour son équipe.
Kechta est également un joueur très travailleur et tenace qui ne ménage pas ses efforts pour récupérer le ballon. Il est capable de défendre avec acharnement et de harceler les adversaires pour récupérer le ballon.

## Statistiques

### Statistiques détaillées
| Saison                | Club                  | Championnat           | Championnat | Championnat | Championnat | Coupe(s) nationale(s) | Coupe(s) nationale(s) | Coupe(s) nationale(s) | Total | Total | Total |
| Saison                | Club                  | Division              | M.          | B.          | P.d.        | M.                    | B.                    | P.d.                  | M.    | B.    | P.d.  |
| 2018-2019             | Le Havre rés.         | National 2            | 5           | 0           | 0           | -                     | -                     | -                     | 5     | 0     | 0     |
| 2019-2020             | Le Havre rés.         | National 3            | 7           | 0           | 1           | -                     | -                     | -                     | 7     | 0     | 1     |
| 2020-2021             | Le Havre rés.         | National 3            | 5           | 1           | 0           | -                     | -                     | -                     | 5     | 1     | 0     |
| 2021-2022             | Le Havre rés.         | National 3            | 16          | 2           | 3           | -                     | -                     | -                     | 16    | 2     | 3     |
| Sous-total            | Sous-total            | Sous-total            | 33          | 3           | 4           | -                     | -                     | -                     | 33    | 3     | 4     |
| 2020-2021             | Le Havre AC           | Ligue 2               | 1           | 0           | 0           | -                     | -                     | -                     | 1     | 0     | 0     |
| 2021-2022             | Le Havre AC           | Ligue 2               | -           | -           | -           | 1                     | 0                     | 0                     | 1     | 0     | 0     |
| 2022-2023             | Le Havre AC           | Ligue 2               | 28          | 1           | 2           | 1                     | 0                     | 1                     | 29    | 1     | 3     |
| 2023-2024             | Le Havre AC           | Ligue 1               | 32          | 2           | 1           | 3                     | 0                     | 0                     | 35    | 2     | 1     |
| 2024-2025             | Le Havre AC           | Ligue 1               | 31          | 2           | 1           | -                     | -                     | -                     | 31    | 2     | 1     |
| Sous-total            | Sous-total            | Sous-total            | 92          | 5           | 4           | 5                     | 0                     | 1                     | 97    | 5     | 5     |
| Total sur la carrière | Total sur la carrière | Total sur la carrière | 125         | 8           | 8           | 5                     | 0                     | 1                     | 130   | 8     | 9     |

### En sélection marocaine
Le tableau suivant liste les rencontres de l'équipe du Maroc U23 des catégories des jeunes dans lesquelles Yassine Kechta a été sélectionné depuis le 7 septembre 2023.
| Catégorie | Date             | Lieu          | Adversaire             | Résultat | Minutes | Compétition     | Buts | Passes | Capitaine | Club        |
| --------- | ---------------- | ------------- | ---------------------- | -------- | ------- | --------------- | ---- | ------ | --------- | ----------- |
| Maroc U23 | 7 septembre 2023 | Fès           | Brésil                 | 1 – 0    | 90 min  | Match amical    | 0    | 0      | Non       | Le Havre AC |
| Maroc U23 | 12 octobre 2023  | Casablanca    | Irak                   | 0 – 1    | 70 min  | Match amical    | 0    | 0      | Oui       | Le Havre AC |
| Maroc U23 | 16 octobre 2023  | Casablanca    | République dominicaine | 3 – 1    | 90 min  | Match amical    | 0    | 1      | Oui       | Le Havre AC |
| Maroc U23 | 16 novembre 2023 | Murcie        | Danemark               | 0 – 3    | 90 min  | Match amical    | 0    | 0      | Non       | Le Havre AC |
| Maroc U23 | 21 novembre 2023 | Murcie        | États-Unis             | 1 – 0    | 2 min   | Match amical    | 0    | 0      | Non       | Le Havre AC |
| Maroc U23 | 22 mars 2024     | Antalya       | Ukraine                | 1 – 0    | 90 min  | Match amical    | 0    | 0      | Non       | Le Havre AC |
| Maroc U23 | 4 juin 2024      | Rabat         | Belgique               | 2 – 2    | 90 min  | Match amical    | 1    | 0      | Non       | Le Havre AC |
| Maroc U23 | 24 juillet 2024  | Saint-Étienne | Argentine              | 1 – 2    | 10 min  | Jeux olympiques | 0    | 0      | Non       | Le Havre AC |
| Maroc U23 | 27 juillet 2024  | Saint-Étienne | Ukraine                | 2 – 1    | 26 min  | Jeux olympiques | 0    | 0      | Non       | Le Havre AC |
| Maroc U23 | 30 juillet 2024  | Nice          | Irak                   | 3 – 0    | 28 min  | Jeux olympiques | 0    | 0      | Non       | Le Havre AC |
| Maroc U23 | 2 août 2024      | Paris         | États-Unis             | 4 – 0    | 9 min   | Jeux olympiques | 0    | 0      | Non       | Le Havre AC |
| Maroc U23 | 8 août 2024      | Nantes        | Égypte                 | 0 – 6    | 27 min  | Jeux olympiques | 0    | 0      | Non       | Le Havre AC |

## Palmarès

### En club
- Le Havre AC
  - Champion de France de Ligue 2 en 2023

### En sélection
- Maroc -17 ans
  - Tournoi UNAF des moins de 17 ans
    - Finaliste : 2018.

- Maroc -23 ans
  - Jeux olympiques
    -  Bronze : Paris 2024